# Hysteres
Hysteres eller hysteresis (av klassisk grekiska ὑστέρησις (hysterēsis) ’tillkortakommande, eftersläpande’) är ett fysikaliskt fenomen där effekten av en applicerad kraft eller fält inte endast beror på kraftens momentana värde. Fenomenet orsakas av att systemets tillstånd beror på dess historia. Vanligtvis används ordet för cykliska förlopp. Begreppet används inte bara i naturvetenskapen (materialfysik, elektrokemi), utan även i reglerteori och farmakologi.

## Magnetisk hysteres

Magnetisk hystereskurva (grön) av B mot H. Jungfrukurvan är blå. B_{r} är remanensen. H_{c} betecknar koercitivfältet.

I ferromagnetiska material är sambandet mellan magnetiseringen M och magnetfältet H inte en matematisk funktion, utan den beror även på tidigare värden av H-fältet. Fenomenet kallades "hysteres" av James Alfred Ewing. Ett från början avmagnetiserat material uppvisar en från origo utgående kurva då H ökar, den så kallade jungfrukurvan. Vid höga värden av H mättas magnetiseringen på grund av att materialet inte kan bli mer magnetiskt. Om man sedan minskar H till noll, har materialet en viss remanent (kvardröjd) magnetisering kvar. När det pålagda fältets polaritet blir negativ, följer först vid koercitivfältet även magnetiseringens teckenbyte. Koercitivfältet ges av materialets koercitivkraft, dess motspänstighet mot att avmagnetiseras.
Arean i hystereskurvan är ett mått på energiförluster i till exempel transformatorer, och kallas ibland hysteresförlust. Det är därför av intresse att undersöka kurvans utseende.

## Hysteres i marken
I en markprofil kan en och samma tryckpotential (tension) ge upphov till olika markvattenhalter, beroende om marken är på väg att blötas upp eller att torka ur. Fenomenet anses uppkomma dels på grund av instängd markluft, dels på grund av att de enskilda markporer får en otrolig variation i storlek, beroende på hur markpartiklarna råkar hamna. Hysteres syns tydligt i pF-kurvan.

## Hysteres i styrsystem

Skarp hystereskurva

Hysteres kan vara gynnsamt i vissa avseenden. Inom till exempel styrtekniken, särskilt vid applikationer av typen av/på-reglering, används hysteres ofta för att förhindra ett oroligt uppträdande hos systemet nära jämviktsläget. I exempelvis en termostat som ska hålla temperaturen +20 grader i ett rum kommer värmeelementet att oavbrutet växla mellan av och på då temperaturen ligger på 20 grader, dels på grund av verkliga små variationer kring denna temperatur, dels på grund av mätstörningar. Genom att införa en hysteres på några tiondels grader, förhindrar man det oroliga uppträdandet hos systemet, utan att användaren märker av skillnaden nämnvärt. Rumstemperaturen kommer dock att pendla mellan dessa temperaturer. I elektriska kretsar används ofta en schmittriggerkoppling, men liknande funktion kan byggas även för mekaniska, hydrauliska och pneumatiska system.

## Hysteres på arbetsmarknaden
Nationalekonomerna Olivier Blanchard och Lawrence Summers visade 1986 att insider-outsider-mekanismen kan ge upphov till hysteres på arbetsmarknaden.